# Funaria ouropratensis
Funaria ouropratensis là một loài Rêu trong họ Funariaceae. Loài này được (Paris) Thér. mô tả khoa học đầu tiên năm 1932.